# 陈肖静
陈肖静（1977年—），安徽蚌埠人，汉族，中华人民共和国政治人物、第十二届全国人民代表大会安徽地区代表。
毕业于安徽财经大学商务英语专业。2013年，被选为全国人大代表。